# William P. Lauder
William Philip Lauder (* 11. dubna 1960)  je americký podnikatel a miliardář, je výkonným předsedou společnosti Estée Lauder Companies,  jednoho z předních světových výrobců kosmetických produktů. 

## Původ
Lauder je syn Evelyn Lauderové (roz. Hausner) a Leonarda A. Laudera,  vnuk Estée a Joseph Lauderových, zakladatelů společnosti Estée Lauder. Jeho otec byl maďarsko-židovského a česko-židovského původu a jeho matka byla z Rakouska. V roce 1983 William Lauder absolvoval Pensylvánskou univerzitu s bakalářským titulem z ekonomie. 

## Příjmy
Jako generální ředitel společnosti Estée Lauder si v roce 2009 přišel celkem na 8 037 296 amerických dolarů. Tato částka zahrnovala základní plat ve výši 1 500 000 $, peněžitý bonus 975 000 $, akcie ve výši 2 769 032 $ a opce za 2 703 000 $. 

## Osobní život
Lauder je rozvedený, má tři dcery. Žije na Park Avenue, další sídla má v newyorské čtvrti Westchester County a v Aspenu v Coloradu.